# Yesna Rijkhoff
Yesna Rijkhoff née le 9 mai 1992 à Hoorn, est une coureuse cycliste professionnelle néerlandaise.

## Palmarès sur piste

### Championnats d'Europe
- Anadia 2012
  -  Médaillée de bronze de la vitesse par équipes espoirs
- Anadia 2013
  -  Médaillée de bronze du keirin espoirs
- Anadia 2014
  -  Médaillée d'argent de la vitesse par équipes espoirs

### Championnats nationaux
- 2012
  - 3e de la vitesse
- 2013
  - 2e de la vitesse
  - 3e du 500 mètres
- 2014
  - 2e de la vitesse
  - 3e du 500 mètres
  - 3e du keirin

### Autres
- 2012
  - GP Vienne (500 métres)
- 2015
  - GP Colorado Springs (vitesse par équipes)
  - U.S. Vic Williams Memorial Grand Prix (keirin et vitesse)
  - Independence Day Grand Prix (500 mètres)
  - Milton International Challenge (keirin)